# Family Four
Family Four var en svensk musikgrupp som hade stora framgångar under 1960- och 1970-talen.

## Karriär
Denna schlagerkvartett bildades 1964 av familjen Öst (halvsyskonen Berndt, Inger, Siw och Stig) i Göteborg, men skulle genom åren komma att växla medlemmar med jämna mellanrum, bland annat efter Stigs död 1966. Tillsammans med Anna Öst fick de 1965 framgång med låten "Nicolina" på Kvällstoppen och Svensktoppen.
Nyårsaftonen 1966 uppträdde Family Four för första gången med ett par nya medlemmar med framträdande i Hylands hörna. Förutom Berndt och Inger bestod gruppen nu av Robert Palm och Mona Thelmé. 1969 hade de en listetta med låten "Kör långsamt".  
Den mest framgångsrika gruppkonstellationen bildades 1969 av Berndt Öst, Agnetha Munther (som ibland skrev sitt namn Agneta Munther), Marie Bergman och Pierre Isacsson. De deltog i Melodifestivalen 1971 och 1972, och vann. 1971 var reglerna sådana att en manlig artist (Tommy Körberg), en kvinnlig artist (Sylvia Vrethammar) och en grupp (Family Four) framförde varsitt bidrag i fem semifinaler i Hylands hörna. Family Four vann alla semifinaler och tävlade i finalen enbart mot sig själv. I finalen vann melodin "Vita vidder".
I Eurovision Song Contest 1971 slutade Family Four sexa med "Vita vidder". Året därpå kom de på trettonde plats med "Härliga sommardag".
År 1973 spelade de i "komihumormusikalen" Ryck mig i väskan, ett samarbete mellan SR, BBC, YLE och NRK.
Efter några album, som både innehöll tolkningar av Joni Mitchell, Tom Paxton och andra 1960- och 1970-talsmusiker, och egna kompositioner, främst av Marie Bergman, Berndt Öst och Pierre Isacsson, splittrades gruppen. Monica Aspelund efterträdde Marie Bergman en kort period. Hon ersattes i sin tur av Ann-Kristin "Anki" Nilsson. 
Berndt Öst fortsatte att uppträda under 1970- och 80-talet med olika varianter av Family Four-konceptet, men intresset var då inte lika stort för den glada blandning av stämsång och gitarr som alltid varit Family Fours kännetecken. 
Berndt Öst, Agneta Munther, Hacke Björksten och Roman Dylag bildade gruppen Smile som gav ut LP:n och ljuv musik uppstod 1978. 
Efter det uppträdde Berndt Öst och Agneta Munther som duo.

## Family Four Singers
En av grupperna som uppstod efter splittringen var Family Four Singers som förutom Berndt Öst innehöll Agnetha Munther, Gilla Rydén, Elisabeth Melander, Peo Jönis, Frank Andersson, Anders Rexbo, Kenneth Staag och Jens Wallin. Skivor gavs ut åtminstone åren 1975–1977 med denna konstellation.

## Medlemmar
- Berndt Öst (1964–1989)
- Inger Öst (1964–1969)
- Siw Öst (1964–1966)
- Stig Öst (1964–1966)
- Robert Palm (1967–1969)
- Mona Thelmé (1967–1969)
- Marie Bergman (1969–1973)[5]
- Pierre Isacsson (1969–1974)
- Agnetha Munther (1969–1974)
- Monica Aspelund (1973–1974)
- Ann-Kristin "Anki" Nilsson (1974–1975)
- Peo Jönis (1983–1989)
- Lili Öst (1983–1989)
- Lena Öst (1983–1989)[2]

## Diskografi
Några av de album som Family Four gett ut
- Jag känner att jag börjar tycka om dig (1969) (Familly Four & Inger Öst)
- 1971 (1971) (inkl. Tjänare kärlek, Heja mamma)
- Family Four's jul (1971)
- Picknick (1972) (inkl. Mr Bojangles, Man får bocka och tacka och En tidig sommarmorgon)
- Family Four på Berns (live) (1973)
- Kalla't va du vill (1974)
- Show med Family Four (1975)
- Family Four Singers (1976)
- Versatility (1977)
- Family Four-84 (1984)
- Family Four: Guldkorn (remastrad samlingsskiva) (2000